# Uvarus densepunctatus
Uvarus densepunctatus är en skalbaggsart som beskrevs av Bilardo och Rocchi 2002. Uvarus densepunctatus ingår i släktet Uvarus och familjen dykare. Inga underarter finns listade i Catalogue of Life.